# Hemipenaeus spinidorsalis
Hemipenaeus spinidorsalis is een tienpotigensoort uit de familie van de Aristeidae. De wetenschappelijke naam van de soort is voor het eerst geldig gepubliceerd in 1881 door Spence Bate.